# Brett Emerton
Brett Michael Emerton, född 22 februari 1979, är en australisk före detta fotbollsspelare som tidigare har spelat för bland annat Feyenoord, Blackburn Rovers, Sydney FC och det australiska landslaget.

## Klubbkarriär
Brett Emerton inledde sin klubbkarriär i hemlandet och flyttade till Europa och Feyenoord efter att ha varit kapten för landslaget i OS 2000. Med Feyenoord vann Emerton Uefacupen 2001/2002.
Sommaren 2003 flyttade han till Blackburn Rovers i Premier League. Han gick rakt in i klubbens startelva och blev ett stående inslag där i nästan nio säsonger. De första åren i klubben spelade även landsmannen Lucas Neill där. Emerton hjälpte Blackburn till två gruppspel i Uefacupen samt semifinalspel i såväl ligacupen som i FA-cupen.
I slutet av spelarkarriären spelade han för Sydney FC. Emerton avslutade karriären i januari 2014. Ryggproblem nämndes som en av anledningarna.

## Landslagskarriär
Emerton medverkade i Australiens framgångsrika kval till både VM 2006 och 2010. Vid båda mästerskapen medverkade han i alla lagets gruppspelsmatcher.
Sammanlagt gjorde Emerton 95 A-landslagsmatcher.

## Meriter

### Klubblag
Feyenoord
- UEFA-cupen (1): 2001/2002

### Landslag
Australien
- OFC Nations Cup (2): 2000, 2004

### Individuella
- Årets U21-spelare i NSL (1): 1997/1998
- Årets fotbollsspelare i Oceanien (1): 2002